# Corythion
Genre
Corythion est un genre de l'ordre des Euglyphida, faisant partie des Rhizaria. Ce genre comprend sept espèces et plusieurs formes et variétés.

## Caractéristiques[1]
Amibes à thèque caractérisées par un test ovoïde, recouvert de plaques de taille semblable, rectangulaires à coins arrondis et distribuées aléatoirement sur le test. Ces plaques sont alignées autour du pseudostome et au bord du test. L'ouverture du pseudostome, de forme arrondie, ovale ou semi-circulaire, est invaginée et est en position ventrale sub-terminale. Elle est bordée de plaques avec une seule dent centrale. Certaines espèces possèdent une corne terminale ou sont ornées de courtes épines organiques ou siliceuses.

## Écologie[1]
Les Corythion sont des espèces essentiellement bactérivores, communes dans les mousses, les sphaignes et les soils.

## Espèces
Les espèces actuellement décrites sont: 
- Corythion asperulum Schönborn, 1988
- Corythion delamarei[3] Bonnet, Thomas, 1960
- Corythion dubium Taranek, 1881
  - C. dubium aerophila Decloitre, 1950
  - C. dubium minima Chardez, 1969
- Corythion nebeloides[4] Bonnet, 1960
- Corythion orbicularis (Penard, 1910) Iudina, 1996
- Corythion pulchellum[5] Penard, 1890